# Kon Tum (stad)
Kon Tum is een stad in Vietnam en is de hoofdplaats van de provincie Kon Tum. De oppervlakte van de stad bedraagt ongeveer 432,4 km². Kon Tum heeft ruim 137.000 inwoners.
Kon Tum ligt in de Centrale Hooglanden van Vietnam op een hoogte van 524 meter.
Sinds 1960 is de stad zetel van het rooms-katholieke bisdom Kon Tum.

## Administratieve eenheden
De stad Kon Tum bestaat is onderverdeeld in verschillende administratieve eenheden. Kon Tum bestaat uit tien phường en elf xã's.
- Phường Duy Tân
- Phường Lê Lợi
- Phường Ngô Mây
- Phường Nguyễn Trãi
- Phường Quang Trung
- Phường Quyết Thắng
- Phường Thắng Lợi
- Phường Thống Nhất
- Phường Trần Hưng Đạo
- Phường Trường Chinh
- Xã Chư Hreng
- Xã Đắk Blà
- Xã Đắk Cấm
- Xã Dak Năng
- Xã Đắk Rơ Va
- Xã Đoàn Kết
- Xã Hòa Bình
- Xã Ia Chim
- Xã Kroong
- Xã Ngọk Bay
- Xã Vinh Quang